# Edmore (North Dakota)
Edmore is een plaats (city) in de Amerikaanse staat North Dakota, en valt bestuurlijk gezien onder Ramsey County.

## Demografie
Bij de volkstelling in 2000 werd het aantal inwoners vastgesteld op 256.
In 2006 is het aantal inwoners door het United States Census Bureau geschat op 236, een daling van 20 (-7,8%).

## Geografie
Volgens het United States Census Bureau beslaat de plaats een oppervlakte van
0,7 km², geheel bestaande uit land. Edmore ligt op ongeveer 464 m boven zeeniveau.

## Plaatsen in de nabije omgeving
De onderstaande figuur toont nabijgelegen plaatsen in een straal van 24 km rond Edmore.